# La luce misteriosa
La luce misteriosa è un romanzo fantasy di Serge Brussolo.

## Trama
Narra delle avventure di Peggy continuando le vicende pregresse che la videro protagonista: la ragazza è riuscita dopo lunghe peripezie a fuggire dalla scuola per supereroi insieme al cane blu, al "mutaforma" Zeb, a Jeff, un ex-bullo e aspirante supereroe reso folle dal veleno della sua chioma di serpenti, e al giovane ragazzo dai capelli d'oro, Naxos. 
Dopo aver viaggiato nello spazio e ad esser scampati a morte certa in seguito al rimpicciolimento del collegio per supereroi, i protagonisti giungono su un misterioso pianeta, grazie alle sbalorditive capacità di Zeb: l'essere, interamente composto di gelatina magica e creato sul modello di Sebastian dalla stessa Peggy Sue, mentre prigioniera della Giungla Rossa cercava di salvare la vita a Naxos, sembra essere infatti completamente devoto a Peggy, e pur di esaudire i suoi desideri riesce a compiere per lei le imprese più incredibili, come creare la "navicella" rifornita costantemente d'ossigeno sulla quale i quattro viaggiano cercando di raggiungere la Terra.

## Edizioni
- Serge Brussolo, Peggy Sue e gli Invisibili: La Luce Misteriosa, collana tascabili Immaginario, Fanucci, 2008,  p. 352, ISBN 978-88-347-1388-4.